# Entrenamiento de alta g
El entrenamiento de alta g es una serie de actividades de entrenamiento llevadas a cabo por pilotos de aeronaves de alto rendimiento y también astronautas, quienes se encuentran sujetos a altos niveles de aceleración como parte de sus rutinas en aeronaves o naves espaciales. Este tipo de entrenamiento está específicamente diseñado para buscar prevenir una pérdida de consciencia inducida por fuerzas g (g-LOC), una situación en la que, por la acción de las maniobras del piloto al mando, las consecuentes fuerzas g alejan a la sangre del cerebro del tripulante, hasta el punto en el que este pierde la conciencia. Incidentes de pérdida de conciencia inducida han llegado a causar accidentes mortales en aeronaves, las cuales son lo suficientemente capaces de mantener altas g durante períodos considerables y continuar volando sin sufrir una falla estructural catastrófica, cuando de aeronaves de alto rendimiento se trata.

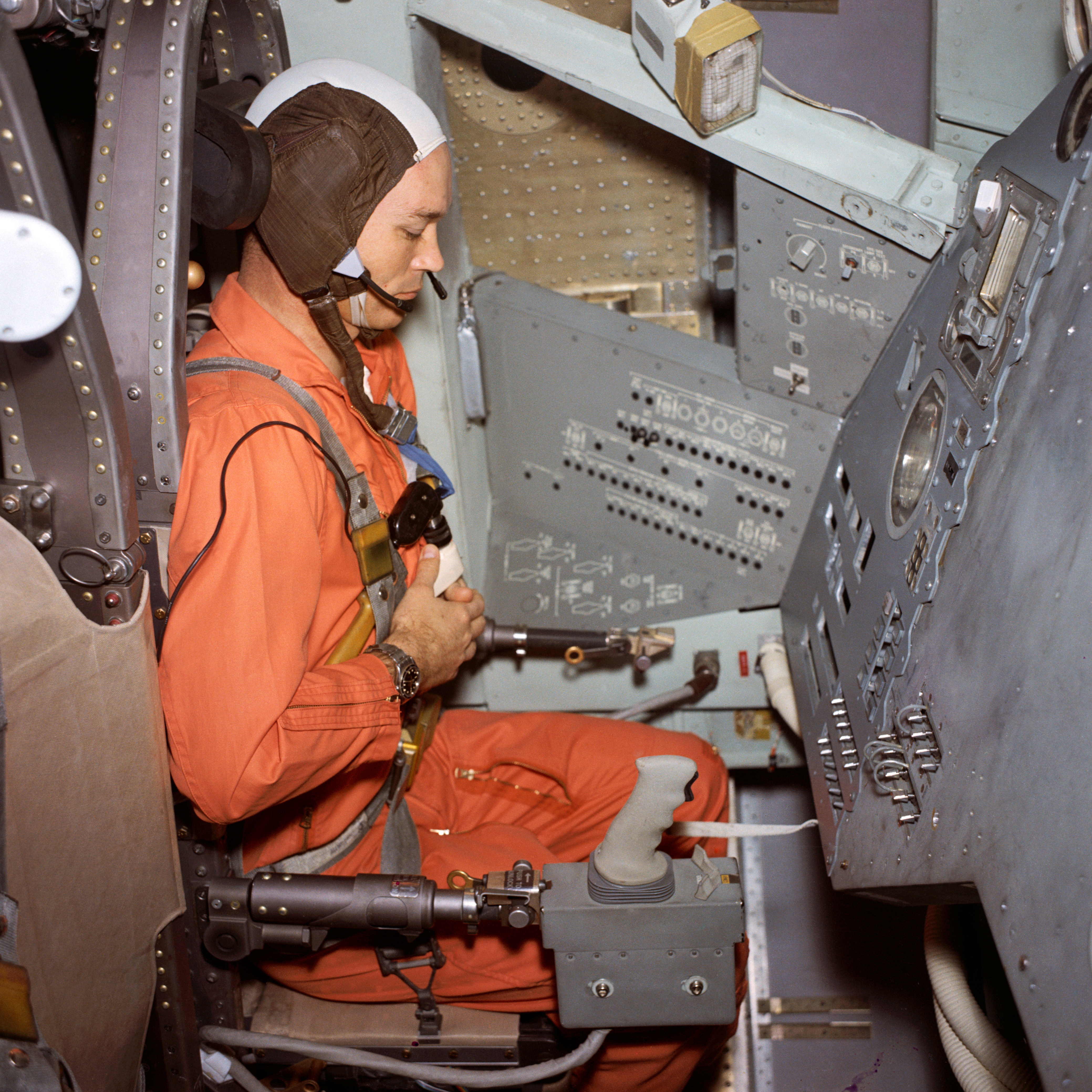
El astronauta estadounidense del programa Apolo de la NASA, Michael Collins, durante una sesión de entrenamiento de aceleración en una centrífuga de clasificación humana, 1969.

La importancia de este tipo de entrenamiento ha sido bien establecido a lo largo de las décadas desde los años 1970, y también ha sido objeto de mucha investigación científica. Años de investigación y perfeccionamiento del entrenamiento han contribuido a extender la tolerancia de las fuerzas g por parte de las tripulaciones de vuelo, tanto en su magnitud como duración. Como parte del entrenamiento se incluyen sesiones en cámaras centrífugas de clasificación humana y maniobras personales de esfuerzo anti g (AGSM).

## Descripción general

### Antecedentes
En 1917, durante la Primera Guerra Mundial, hubo casos documentados de la pérdida de conocimiento por parte de pilotos militares, lo que en la actualidad se lo conoce como una pérdida de conciencia inducida por g (g-LOC). En aquel entonces, la causa de estos incidentes fue denominada como "desmayos en el aire". En 1931, un profesor de fisiología, Frank Cotton, de la Universidad de Sídney en Australia, describió una nueva forma de determinar el centro de gravedad del cuerpo humano. Esto hizo posible describir el desplazamiento de masa dentro del cuerpo bajo aceleración. Con el desarrollo de aeronaves de mayor rendimiento a fines de la década de 1930, las fuerzas de aceleración durante el combate aéreo se volvieron más severas. Para 1940, algunos aviones tenían reposapiés sobre los pedales del timón de dirección para que los pies y las piernas del piloto pudieran levantarse durante el combate en un intento de minimizar los efectos negativos de los giros a alta velocidad.
Para ese entonces Frank Cotton había reconocido la necesidad de un traje antigravedad durante la Batalla de Inglaterra de la Segunda Guerra Mundial, ya que se estimó que el 30% de las muertes de pilotos se debieron a accidentes relacionados con esta condición médica. Uno de estos aviones fue el Supermarine Spitfire de la Real Fuerza Aérea, que era capaz de realizar virajes rápidos que generaban altas fuerzas g, provocando tanto una pérdida de la visión como una posible pérdida de conocimiento en sus tripulaciones, que podrían estar intentando colocarse en posición para abrir fuego sobre el enemigo. Por otro lado, en la Universidad de Toronto, Canadá, Wilbur R. Franks hizo un trabajo similar que finalmente condujo al Traje Antigravedad Franks Mark III, el primero que se utilizó en combate y de forma exclusiva por pilotos de combate estadounidenses en el Teatro del Pacífico. Esto dio a los Aliados una gran ventaja táctica, que ayudó a mantener la superioridad aérea durante el conflicto.

### Entrenamiento
Artículo principal: fuerza g
A medida que aumentan las fuerzas g sobre el cuerpo humano se producen efectos visuales que incluyen la pérdida de la visión a color o visión túnel, en donde se pierde la visión periférica pero conservando solo la visión central. Si aun así las fuerzas g aumentan, se puede dar una pérdida completa momentánea de la visión, mientras que se permanece consciente. Estos efectos se deben a una reducción del flujo sanguíneo a los ojos antes de que se pierda el flujo sanguíneo al cerebro, porque la presión adicional dentro del ojo (presión intraocular) contrarresta la presión arterial, el efecto inverso al que se experimenta en maniobras acrobática bajo fuerzas g negativas, donde el exceso de sangre se mueve hacia el cerebro y los ojos, causando una eritropsia.
El cuerpo humano tiene diferentes tolerancias para las fuerzas g dependiendo de la dirección de aceleración. Los seres humanos pueden soportar una aceleración positiva hacia adelante con fuerzas g más altas de lo que pueden soportar una aceleración positiva hacia arriba. Esto se debe a que cuando el cuerpo se acelera a un ritmo tan alto, la sangre se va del cerebro, lo que provoca la pérdida de la visión. Un mayor aumento en las fuerzas g causará pérdida de consciencia inducida por fuerzas g. Esto es doblemente peligroso porque, en el proceso de la recuperación a medida que progresivamente se reduce la fuerza g, se produce un período de desorientación de varios segundos, durante los cuales la aeronave puede adquirir una actitud anormal y estrellarse contra el suelo. 
Los umbrales g en los que se producen estos efectos dependen del entrenamiento, la edad y la forma física de la persona. Alguien no entrenado puede perder el conocimiento entre 4 y 6 g aproximadamente, especialmente si la maniobra es abrupta y sin previo aviso. Fuera de la aviación, y en un entorno más público, se encuentran las montañas rusas, que normalmente no exponen a los ocupantes a mucho más que 3 g. Una fuerte bofetada en la cara también puede llegar a imponer cientos de g, pero puede no producir ningún daño evidente, mientras que una aceleración constante de 15 g durante un minuto puede llegar a ser mortal. Pilotos de combate que se encuentren equipados con un traje antigravedad y que practiquen maniobras personales de esfuerzo anti g (AGSM) pueden, aunque con cierta dificultad, llegar a soportar hasta 9 g sin perder el conocimiento. 
En general, cuando la fuerza g empuja el cuerpo hacia adelante (lo que se conoce coloquialmente como "globos oculares hacia adentro"), se demuestra una tolerancia mucho mayor que cuando la fuerza g empuja el cuerpo hacia atrás ("globos oculares hacia afuera"), ya que respecto a la visión, los vasos sanguíneos en la retina parecen más sensibles a esa dirección.

## Centrífugas humanas

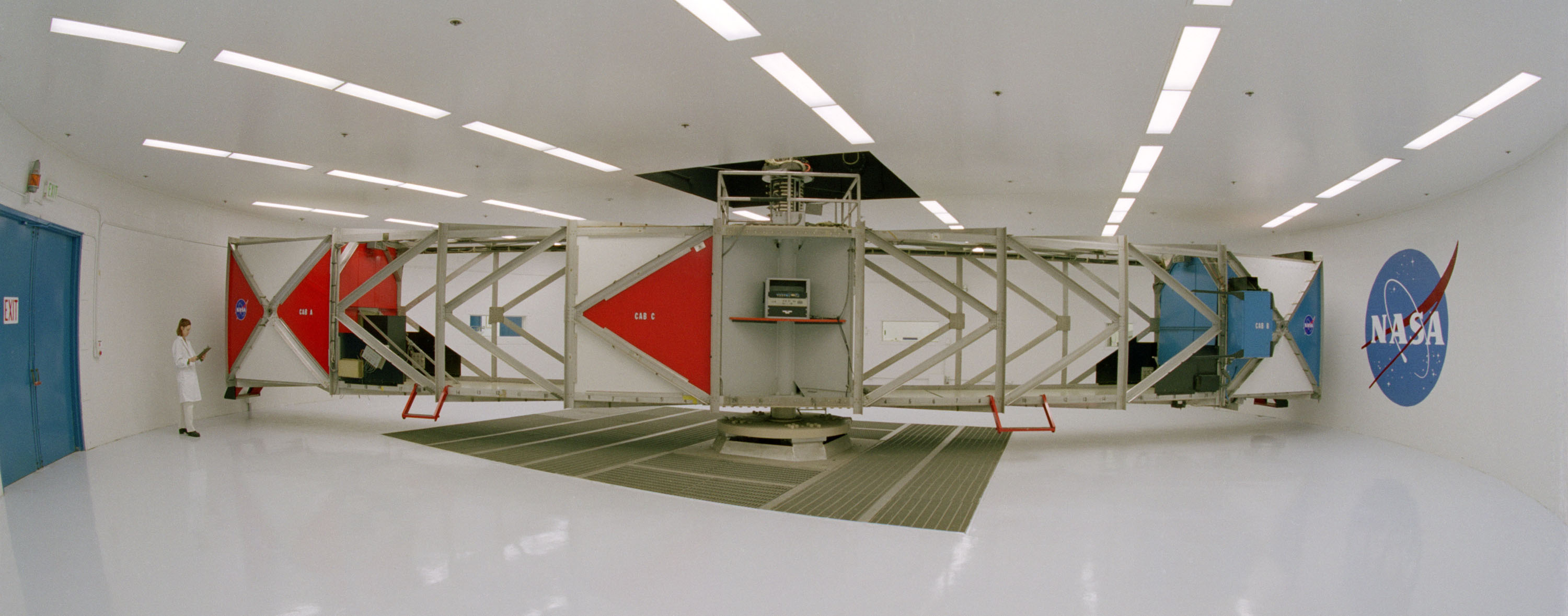
La centrífuga de la NASA en el Centro de Investigación Ames en Moffett Field, California, 2006.

Las centrífugas humanas son centrífugas excepcionalmente grandes que ponen a prueba las reacciones y la tolerancia de los pilotos y astronautas a las aceleraciones gravitatorias por encima de las experimentadas en la gravedad de la Tierra (1 g). En el Reino Unido, este tipo de entrenamiento se brinda en el Centro de Pruebas y Capacitación de Alta G de la Real Fuerza Aérea en la RAF Cranwell en Lincolnshire, utilizando una centrífuga humana construida por la Aircrew Training Solutions & Simulator Equipment (AMST). En estas instalaciones se entrena a las tripulaciones de la Real Fuerza Aérea, la Marina Real y el Ejército Británico. En los Estados Unidos, la empresa de ciencia, tecnología e ingeniería KBRwyle de la Ciudad-Base Brooks City en San Antonio,Texas opera una centrífuga humana, que se utiliza para el entrenamiento de las tripulaciones de la Fuerza Aérea y la Armada de los Estados Unidos, para poder llegar a desempeñar un vuelo sostenido soportando altas fuerzas g de manera segura. También se encuentra otra centrífuga humana, la única en propiedad del Departamento de Defensa de los Estados Unidos, utilizada por la Escuela de Medicina Aeroespacial de la Fuerza Aérea de los Estados Unidos (USAFSAM) en la Base de la Fuerza Aérea Wright-Patterson, Ohio, en donde aproximadamente 1200 pilotos de combate y demás miembros de las tripulaciones aéreas se entrenan cada año. La Administración Nacional de Aeronáutica y el Espacio (NASA) también cuenta con una centrífuga, que se utiliza en las instalaciones del Centro de Investigación Ames para estudiar los efectos de la hipergravedad y los efectos de la fuerza g en el cuerpo humano. Esta centrífuga puede alcanzar hasta 20 g.

## Trajes antigravedad
Artículo principal: trajes antigravedad
Los pilotos y astronautas que suelen estar sujetos a estos altos niveles de aceleración suelen usar un traje antigravedad, también conocido como traje g, o traje anti g, que están diseñados específicamente para evitar, sin desconsiderar su entrenamiento, una pérdida de conciencia inducida por g causada por la acumulación de sangre en la parte inferior del cuerpo cuando se acelera, lo que priva de sangre al cerebro.